# Chthonius tadzhikistanicus
Chthonius tadzhikistanicus är en spindeldjursart som beskrevs av Selvin Dashdamirov och Wolfgang Schawaller 1992. Chthonius tadzhikistanicus ingår i släktet Chthonius och familjen käkklokrypare. Inga underarter finns listade i Catalogue of Life.